# Richard McCabe
Pour les articles homonymes, voir McCabe.
Richard McCabe (né William McCabe, 1960) est un acteur britannique spécialisé dans le théâtre classique. Il est artiste associé de la Royal Shakespeare Company.

## Filmographie

### Les films
- 1999 : Coup de foudre à Notting Hill : Tony
- 2003 : Master and Commander : De l'autre côté du monde : M Higgins, chirurgien
- 2004 : The Tulse Luper Suitcases, partie 2 Vaux to the sea : Horace
- 2004 : Vanity Fair : La Foire aux vanités : Le Roi
- 2005 : The Constant Gardener : Arthur "Ham" Hammond
- 2007 : La Ronde de nuit : Bloemfeldt
- 2008 : The Duchess : Sir James Hare
- 2012 : The Best of Men : Dr Covan
- 2013 : The Invisible Woman : Mr Mark Lemon
- 2015 : Cendrillon : Baron
- 2015 : Eye in the Sky : George Matherson
- 2016 : Mindhorn : Jeffrey Moncrieff
- 2017 : Rangoon : Major-général Harding
- 2017 : Goodbye Christopher Robin : Rupert
- 2018 : Le Petit Étranger : Dr Steely
- 2019 : 1917 : Colonel Collins

### Télévision
- 1987 : Bulman : Eddie
- 1991 : For The Greater Good : Trusty
- 1994 : Between the Lines : Philip Skinner
- 1995 : Persuasion : Capitaine Benwick
- 1997 : Bramwell : Osborne
- 1997 : A Prince Among Men (en) : Tubby McFinnon
- 1998 : Heat of the Sun (mini-série): Theodore Watcham
- 1998 : Killer Net (mini-série) : D.I. Colby
- 1999 : The Vice : Michael Walden
- 2000 : Scotland Yard, crimes sur la Tamise : Roger Barker
- 2003 : The Family : Jeremy Davison
- 2003 : Meurtres en sommeil : Karl Meerman
- 2003 : Foyle's War : Colin Fowler
- 2004 : Meurtres à l'anglaise : le gérant du théâtre
- 2005 : To the Ends of the Earth (mini-série)'To the Ends of the Earth (mini-série) : Mr Brocklebank
- 2006 : Inspecteur Barnaby : Révérend Anthony Gant
- 2006 : Jane Eyre (mini-série) : Mr Brocklehurst
- 2007 : The Whistleblowers (en) (mini-série) : Charles Radford
- 2007 : Heroes and Villains (en) (mini-série) : Barras
- 2008 : Inspecteur Lewis : Gavin Matthews
- 2008 : Einstein et Eddington : Frank Dyson
- 2008-2015 : Les Enquêtes de l'inspecteur Wallander : Nyberg
- 2009 : MI-5 : Matthew Plowden
- 2013 : Borgia : Roi Frédéric d'Aragon
- 2013 : Legacy : Gerry
- 2014 : Peaky Blinders : Winston Churchill
- 2014 : 1666, Londres en flammes (mini-série) : Lord Hyde
- 2014 : The Game (mini-série) : Le premier ministre
- 2015 : Indian Summers : Stafford Armitage
- 2016 : Docteur Thorne (mini-série) : Frank Gresham Senior
- 2016-2017 : Poldark : Mr Trencrom
- 2017 : Les Filles de joie : Justice Cunliffe
- 2017 : Philip K. Dick's Electric Dreams : Dr Thaddeus Cutter
- 2017 : Doc Martin (en) : Trevor Dodds
- 2018 : Collateral (mini-série) : Peter Westbourne
- 2022 : The Pentaverate (mini-série sur Netflix) : le piquier Higgins.

## Prix et distinctions
- 1994 : nomination comme meilleur second rôle, Laurence Olivier Award[1]
- 2013 : prix du meilleur acteur dans un second rôle, Laurence Olivier Award
- 2015 : prix du meilleur acteur dans une pièce, Tony Award[2]
- 2015 : prix du meilleur acteur, Outer Critics Circle[3]
- 2015 : nomination pour le prix de la meilleure performance, Drama League Awards[4]